# Patrick Stewart
Patrick Stewart (Mirfield, 13. srpnja 1940.), engleski kazališni i filmski glumac.

## Nepotpun popis uloga
- Ja, Klaudije (TV serija) - 1976.
- Excalibur - 1981.
- Dune - 1984.
- Star Trek Generations - 1994.
- Star Trek: First Contact - 1996.
- Star Trek: Insurrection - 1998.
- X-Men - 2000.
- Star Trek Nemesis - 2002.
- X-Men 2 - 2003.
- The Lion in Winter - 2003.
- X-Men: Posljednja fronta - 2006.

## Vanjske poveznice
- IMDB